# Holopogon sapphirus
Holopogon sapphirus là một loài ruồi trong họ Asilidae. Holopogon sapphirus được Martin miêu tả năm 1967. Loài này phân bố ở vùng Tân Bắc giới.